# Stylaster antillarum
Stylaster antillarum är en nässeldjursart som beskrevs av Zibrowius och Stephen D. Cairns 1982. Stylaster antillarum ingår i släktet Stylaster och familjen Stylasteridae. Inga underarter finns listade i Catalogue of Life.